# هاري جيفري كيمبل
هاري جيفري كيمبل (بالإنجليزية: H. Jeff Kimble)‏ (23 أبريل 1949) هو أستاذ الفيزياء في معهد كاليفورنيا للتكنولوجيا.